# Girgam
Diwan (Dīwān) ist der arabische und Girgam der ältere mündlich überlieferte Name der Chronik der Könige von Kanem-Bornu. In einigen Königreichen der westlichen Nachbarschaft von Bornu, wie Daura und Fika, benutzt man den gleichen Namen für schriftliche, teilweise auch mündliche historische Überlieferungen.

## Inhalt
Der Dīwān liefert die Liste von 69 Herrschern des Tschadreiches, gibt für die meisten von ihnen die väterliche, manchmal auch die mütterliche Abstammung und die Regierungslängen an. Zu Beginn enthält er außerdem mit einer Ausnahme die Liste aller biblischen Patriarchen von Adam bis Ismael.
Außer den Königsnamen liefern zusätzliche Nachrichten des Dīwān wichtige Hinweise zur Dynastiegeschichte der Sefuwa und damit zur Geschichte der Reiche Kanem und Bornu sowie Kanem-Bornu.

## Forschungsgeschichte
Zwei Abschriften des Dīwān wurden 1851 in Kukawa, der Hauptstadt Bornus, durch Shitíma Makarémma für den deutschen Forschungsreisenden Heinrich Barth angefertigt. Barth schildert in seinem Reisebericht, dass das Original der Chronik geheim aufbewahrt werde, da seit der Ausschaltung des Königshauses der Sefuwa 1846 der regierende Sultan Umar al-Kanemi versuche, alle Erinnerung an diese zu zerstören.
Barth sandte eine Abschrift an die Deutsche Morgenländische Gesellschaft und erwähnt im Brief an diese, er hätte das Original um 100 Thaler ankaufen können, jedoch die Summe nicht aufbringen können. In der Zeitschrift der Gesellschaft erschien 1852 eine Übersetzung ins Deutsche mit Anmerkungen von Otto Blau, der beklagt, das arabische Manuskript sei voller Flüchtigkeitsfehler und litaneiartiger Phrasen, die immer wiederkehrten. Blau ist der erste in einer Reihe von Orientalisten, die die Angaben im Manuskript mit den Werken von Geografen wie al-Maqrīzī und Leo Africanus abglichen. Ab dem 13. Jahrhundert sind weitere Königsnamen durch arabische Geographen überliefert. Der Vergleich zwischen den zwei unabhängigen Überlieferungen ermöglicht es, für die Könige von Kanem-Bornu eine ziemlich exakte Chronologie zu erstellen. Die Publikation des Dīwān eröffnete eine neue wissenschaftliche Betrachtung zentralafrikanischer Geschichte. Das zweite Manuskript behielt Barth, es befindet sich heute in der Bibliothek der SOAS University of London.
1977 publizierte Dierk Lange seine Dissertation über den Dīwān, in der er erstmals die Theorie aufstellte, Teile des Manuskripts würden auf eine nahöstliche Einwanderung und Tradition in Kanem-Bornu hindeuten. Nach Dierk Lange soll die Namensform einiger der biblischen Patriarchen einer vorarabischen, hebräischen Überlieferung entsprechen und einer lokalen Überlieferung von Immigranten entstammen, da arabische Autoren sie nicht kennen. Auch der ursprünglichere, aus dem Akkadisch-Sumerischen girginakku (Bibliothek, Tontafelkasten) abgeleitete Name girgam deutet auf einen vorarabischen Ursprung. Die Thesen von Lange in Bezug auf eine vorchristliche Einwanderung aus dem Vorderen Orient wurden von anderen Wissenschaftlern bisher noch nicht kommentiert. Lange stellte aus den beiden von Barth gesammelten Manuskripten (ms H in Halle, ms L in London) eine Textversion des Dīwān zusammen.
Augustin Holl vertritt in seinem 2000 erschienenen Werk die These, dass der Dīwān keine „verarmte Version“ einer verschwundenen historischen Chronik sei. Vielmehr sei der charakteristischen Rhythmus einer mündlichen Gattung feststellbar, der an den Rhythmus der Kotoko-Genealogien erinnere. Solch ein epischer Text wäre je nach den sozialen, ideologischen und politischen Umständen ständig neu organisiert und aktualisiert und von Generation zu Generation weitergegeben worden.
Andrea Crudu stellte fest, dass die literarischen Traditionen des Kanem-Bornu-Reichs Einfluss auf die vermutlich in Ägypten verfasste arabische Romanze Sirat Sayf ibn Dhi-Yazan nahmen. Diese basiert lose auf der Biografie des himyarischen Königs Saif ibn Dhi Yazan, der u. a. im Dīwān als Dynastiegründer der Sefuwa genannt wird. Große Teile der Sirat bestehen aus Geschichten, die laut Crudu im Herrschaftsgebiet der Sefuwa entstanden.